# Fatiga adrenal

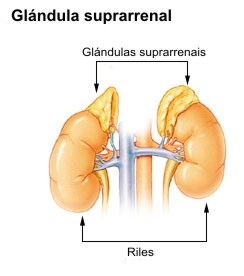
Glándulas suprarrenales

Fatiga adrenal o hipoadrenia es un término utilizado en medicina alternativa para describir la creencia no comprobada de que las glándulas suprarrenales se agotan y son incapaces de producir cantidades suficientes de hormonas, principalmente el glucocorticoide cortisol. La fatiga adrenal no debe confundirse con formas reconocidas de disfunción suprarrenal, como la insuficiencia adrenal o la enfermedad de Addison.
El término «fatiga adrenal», acuñado por James M. Wilson en 1998, suele aplicarse principalmente a una serie de síntomas inespecíficos. No existe evidencia científica que apoye el concepto y la comunidad médica no lo reconoce como un diagnóstico real.
Los practicantes de la medicina alternativa ofrecen exámenes de sangre o saliva para realizar el diagnóstico. El concepto de fatiga adrenal generó una industria que comercializa suplementos alimenticios para tratar esta supuesta enfermedad, la mayor parte de los cuales no están regulados en los Estados Unidos, son ineficaces y en algunos casos pueden ser peligrosos.